# Orestis Kiomourtzoglou
Orestis Kiomourtzoglou (* 7. Mai 1998 in München) ist ein deutscher Fußballspieler mit griechischen Wurzeln und griechischer Nationalität. Der defensive Mittelfeldspieler steht beim SV Wehen Wiesbaden unter Vertrag und ist ehemaliger deutscher Nachwuchsnationalspieler.

## Karriere

### Verein
Kiomourtzoglou begann 2005 das Fußballspielen als Siebenjähriger in der Jugend der SpVgg Unterhaching. Nachdem er die verschiedenen Jugendmannschaften von Unterhaching durchlaufen hatte, debütierte er am 17. Juli 2015, dem 1. Spieltag der Saison 2015/16 beim Spiel gegen den FC Ingolstadt 04 II bei der ersten Mannschaft in der Regionalliga Bayern, als der 84. Spielminute für Maximilian Bauer eingewechselt wurde. Zwei Minuten nach seiner Einwechslung erzielte er sein erstes Tor im Seniorenbereich zum 2:2-Endstand. Am 28. Juli 2017, dem 2. Spieltag der Saison 2017/18, debütierte er beim 3:2-Sieg gegen den Karlsruher SC im Profifußball, nachdem er zuvor mit Unterhaching in die 3. Liga aufgestiegen war. Im Rückspiel gegen den Karlsruher SC (21. Spieltag), das am 20. Januar 2018 mit 1:3 verloren wurde, erzielte Kiomourtzoglou seinen ersten Profitreffer.
Nach vierzehn Jahren bei der Spielvereinigung gab der zentrale Mittelfeldspieler 2019 seinen Wechsel in die niederländische Eredivisie zum Club Heracles Almelo bekannt. Seit seinem ersten Ligaeinsatz für Almelo beim 1:1 gegen Fortuna Sittard am 11. August 2019 stand er regelmäßig in der Startelf. Nachdem der Verein aus der ersten Liga abgestiegen war, wechselte er 2022 für eine Ablösesumme zum schottischen Erstligisten Heart of Midlothian.
Im Sommer 2023 wechselte er zurück nach Deutschland zur SpVgg Greuther Fürth. Zu Beginn der Saison 2024/2025 wechselte Kiomourtzoglou zum Drittligisten SV Wehen Wiesbaden. Dort absolvierte er in seiner ersten Saison zwar 24 Ligaspiele, kam zumeist jedoch von der Bank und fiel zu Beginn des Kalenderjahres 2025 zwei Monate mit einem Muskelfaserriss verletzt aus.

### Nationalmannschaft
Im Oktober 2019 wurde der Offensivspieler von Bundestrainer Stefan Kuntz für die deutsche U21 und somit erstmals für eine deutsche Auswahlmannschaft nominiert; beim 1:1 gegen Spanien wurde er eingewechselt.